# Philoteras
Philoteras war eine ptolemäische Hafenstadt am Roten Meer. 
Sie wird unter anderem im Periplus Maris Erythraei (40–70 n. Chr.) erwähnt. 
Philoteras wird u. a. mit dem Hafen Mersa Gawasis identifiziert.
Murray will sie mit einem Ort im Inneren des Wadi Gawasis gleichsetzen.

## Einzelbelege
1. ↑  Sayed: Wadi Gasus in: Bard, Encyclopedia of the Archaeology of Ancient Egypt, 1999, S. 866–868.
2. ↑  Ronald E. Zitterkopf/Steven E. Sidebotham, Stations and Towers on the Quseir-Nile Road. Journal of Egyptian Archaeology 75, 1989, 155.